# Чавес, Том
Томас (Том) Чавес (исп. Tomas (Tom) Chávez; 25 апреля 1922, Берналийо, Нью-Мексико — 11 августа 2019, Эль-Пасо, Техас) — американский баскетболист, защитник; тренер. Участник летних Олимпийских игр 1960 года в качестве тренера.

## Биография
Том Чавес родился 25 апреля 1922 года в американском округе Берналийо в резервации индейцев апачей-хикарилла.
В 1941 году окончил среднюю школу в Эль-Пасо.
Играл в баскетбол на позиции защитника со школьных времён. Поступив в университет Хардин-Симмонс, в течение года получал здесь спортивную стипендию, играя за его команду.
После этого служил в ВВС США, обучаясь на пилота. После окончания Второй мировой войны вернулся в чине капрала домой, чтобы продолжить учёбу в горном колледже и играть в баскетбол за его команду. Получив степени бакалавра и магистра английского языка и педагогики, работал тренером по баскетболу, футболу и лёгкой атлетике. в средней школе Джеферсон в Эль-Пасо.
В конце 1950-х годов тренировал сборную Мексики по баскетболу. В 1959 году мексиканцы под его руководством заняли 4-е место на Панамериканских играх в Чикаго, в 1960 году — 12-е место на летних Олимпийских играх в Риме.
В 1970 году стал директором средней школы Бёрджес в Эль-Пасо и работал в этой должности около 20 лет.
Вёл активный образ жизни, вплоть до 90 лет занимался поднятием тяжестей, увлекался чтением и туризмом.
Умер 11 августа 2019 года в Эль-Пасо.

## Семья
Отец — Томас Чавес, мать — Луиза Мартинес Чавес. В семье было ещё пятеро детей — Люси, Элоиза, Луи, Уильям и Дэвид.
Вместе с женой Джини, с которой прожил 44 года, вырастил двух дочерей — Шерил и Робин.